# Чемпіонат світу з боксу серед жінок 2012
VII Чемпіонат світу з боксу серед жінок відбувся 10 — 22 травня 2012 року в Ціньхуандао у Китаї.
Бої проходили у 10 вагових категоріях. Чемпіонат світу став відбірковим у трьох категоріях до Олімпійських ігор 2012. У чемпіонаті взяло участь 305 боксерок, що представляли 70 національних федерацій.
Україну представляли: Наталія Князь, Тетяна Коб, Іванна Крупеня, Юлія Циплакова, Олександра Сидоренко, Яна Сидор, Марія Бадуліна, Лілія Дурнєва, Ірина Комар, Катерина Шамбір.

## Медалістки
| Категорія: | Золото:             | Срібло:            | Бронза:                            | Посилання: |
| до 48 кг   | Джозі Габуко        | Сюй Шици           | Назим Кизайбай Світлана Гнєванова  | - 48 kg    |
| до 51 кг   | Жень Цаньцань       | Нікола Адамс       | Кароліна Міхальчук Олена Савельєва | - 51 kg    |
| до 54 кг   | Олександра Кулєшова | Террі Гордіні      | Лю Кецзя Крістіна Крус             | - 54 kg    |
| до 57 кг   | Тіара Браун         | Сандра Крук        | Світлана Станева Ліза Вайтсайд     | - 57 kg    |
| до 60 кг   | Кеті Тейлор         | Софія Очігава      | Мавзуна Чорієва Наташа Джонас      | - 60 kg    |
| до 64 кг   | Пак Кьон Ок         | Магдалена Стельмах | Дарія Абрамова Мікаела Майєр       | - 64 kg    |
| до 69 кг   | Марія Бадуліна      | Ракель Міллер      | Марішелль де Йонг Ірина Потєєва    | - 69 kg    |
| до 75 кг   | Саванна Маршалл     | Олена Вистропова   | Надєжда Торлопова Анна Лорелл      | - 75 kg    |
| до 81 кг   | Юань Мейцин         | Френчон Крюс       | Світлана Косова Тімея Надь         | - 81 kg    |
| вище 81 кг | Лі Юнфей            | Юлдуз Маматкулова  | Кавіта Чахал Ірина Синецька        | + 81 kg    |

## Медальний залік
| Медальний залік |                |        |        |        |       |
| Місце           | Держава        | Золото | Срібло | Бронза | Разом |
| 1               | КНР            | 3      | 1      | 1      | 5     |
| 2               | США            | 1      | 2      | 2      | 5     |
| 3               | Росія          | 1      | 1      | 7      | 9     |
| 4               | Англія         | 1      | 1      | 2      | 4     |
| 5               | Ірландія       | 1      | 0      | 0      | 1     |
| 5               | Північна Корея | 1      | 0      | 0      | 1     |
| 5               | Україна        | 1      | 0      | 0      | 1     |
| 5               | Філіппіни      | 1      | 0      | 0      | 1     |
| 9               | Польща         | 0      | 2      | 1      | 3     |
| 10              | Казахстан      | 0      | 1      | 1      | 2     |
| 11              | Азербайджан    | 0      | 1      | 0      | 1     |
| 11              | Італія         | 0      | 1      | 0      | 1     |
| 13              | Болгарія       | 0      | 0      | 1      | 1     |
| 13              | Індія          | 0      | 0      | 1      | 1     |
| 13              | Нідерланди     | 0      | 0      | 1      | 1     |
| 13              | Таджикистан    | 0      | 0      | 1      | 1     |
| 13              | Угорщина       | 0      | 0      | 1      | 1     |
| 13              | Швеція         | 0      | 0      | 1      | 1     |
| Разом           | 18 держав      | 10     | 10     | 20     | 20    |